# Armenische Legion
Die Armenische Legion (armenisch Հայկական լեգեոնը), gebildet im Zuge des Franko-Armenischen Abkommens 1916, war eine Fremdenlegion innerhalb der Französischen Armee. Die Armenische Legion wurde im Zuge der Armenischen Nationalen Befreiungsbewegung etabliert und war eine bewaffnete Einheit neben den armenischen Fedajin während des Ersten Weltkrieges, die gegen das Osmanische Reich kämpften. Der ursprüngliche Name der Legion war La Légion d'Orient. Sie wurde am 1. Februar 1919 in La Légion Arménienne („Die Armenische Legion“) umbenannt. Die ab 1916 etwa 4.124 Soldaten in dieser Legion wurden unter den Armeniern informell als Gamavor („Freiwillige“) bezeichnet. 1920–1921 soll die Legion 10.150 umfasst haben.

## Gründung
Verhandlungen von Boghos Nubar Pascha mit französischen Stellen führten zur Gründung der Franko-Armenischen Legion. In dieser Zeit fand der Völkermord an den Armeniern statt. Die Legion wurde offiziell im November 1916 in Kairo gegründet – mit der Zustimmung des französischen Außenministeriums und der armenischen Delegation.

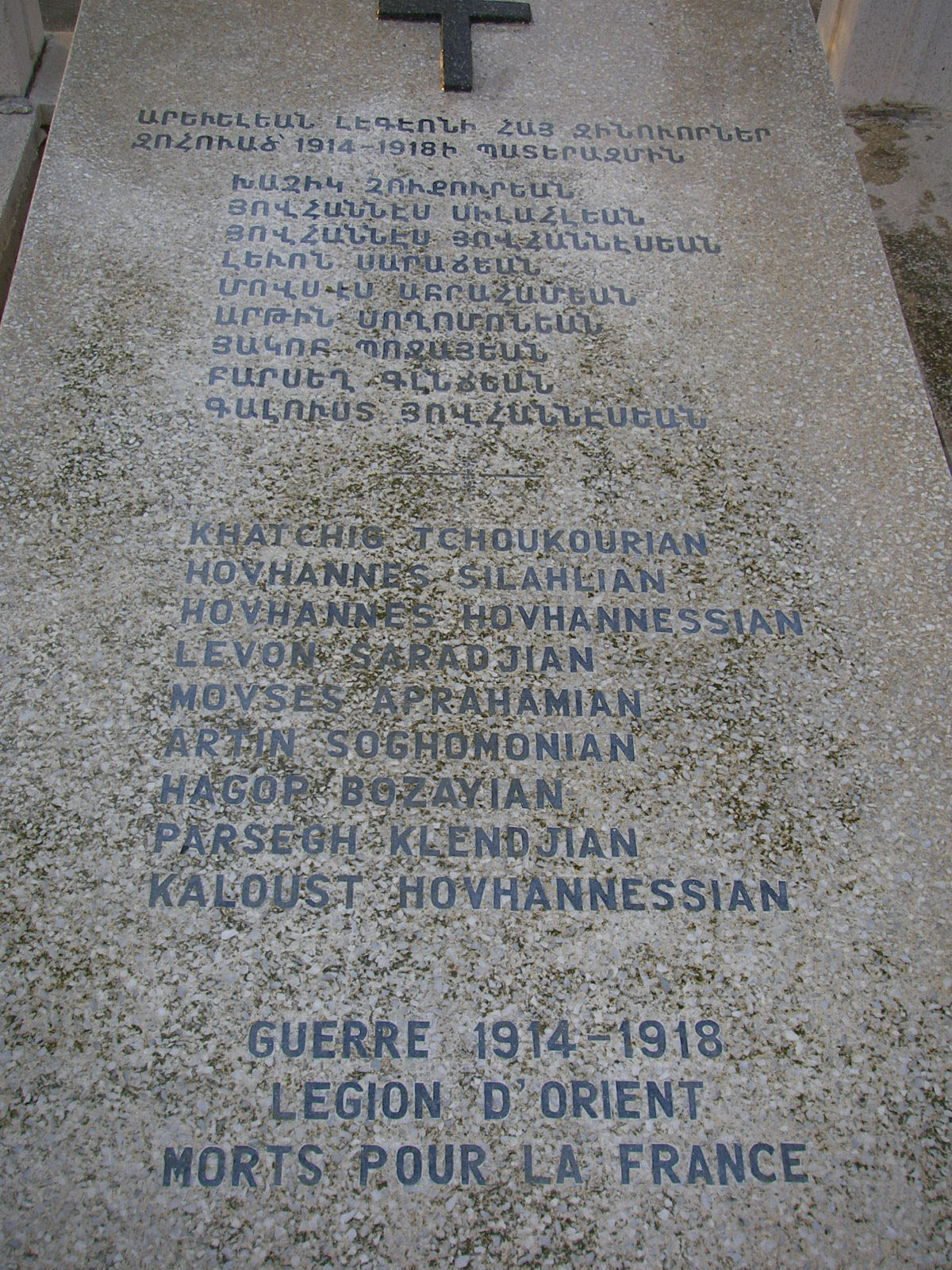
Momunemt im Gedenken an die Armenische Legion auf Zypern

Die Parteien einigten sich auf Folgendes:
- Ziel der Legion war es, einen Beitrag der Armenier zur Befreiung der Region Kilikien im Osmanischen Reich zu ermöglichen und sie in ihren nationalen Bestrebungen zu unterstützen.
- Die Legion kämpfte ausschließlich gegen das Osmanische Reich und nur in Kilikien an der südöstlichen Küste Kleinasiens.
- Die Legion sollte zum Kern einer geplanten zukünftigen armenischen Armee werden.

### Ursprüngliche Pläne
Die offizielle Gründung einer Armenischen Legion wurde am 15. November in Paris von Kriegsminister General Pierre Roques und Marineminister General Marie-Jean-Lucien Lacaze unterzeichnet.
Gemäß dieser ursprünglichen Entscheidung sollten
- die Legion in Zypern stationiert werden
- Armenier und Assyrer mit osmanischer Staatsbürgerschaft freiwillige Soldaten werden
- die Legion von französischen Offizieren kommandiert werden
- die Mitglieder den gleichen Status wie französische Soldaten haben und unter dem Befehl des französischen Kriegsministeriums stehen
- der Commandant Louis Romieu die Gründung der Legion überwachen
- die Legion in Kilikien eingesetzt werden
- 10.000 Francs vom Kriegsbudget der französischen Marine in Syrien zugeteilt werden, um Lager einzurichten
- die Freiwilligen von örtlichen armenischen Komitees organisiert werden und nach Bordeaux und Marseille gesandt werden. Die Reisekosten der Komitees sollten durch die französische Regierung erstattet werden.

## 1916–1918

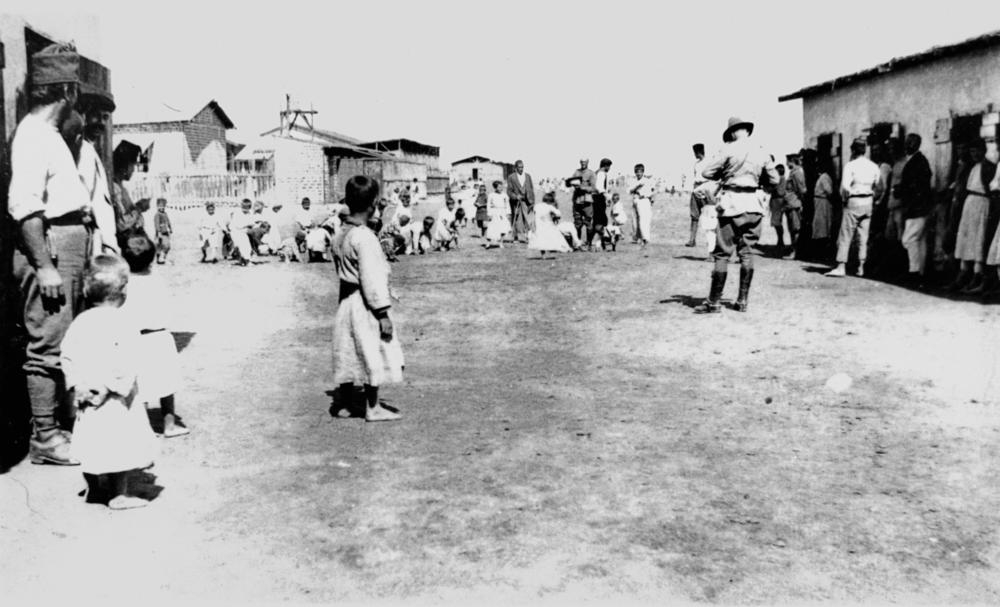
Soldat des 5. leichten Pferderegiments im Armenischen Camp in Port Said

Die Zahl der Freiwilligen entsprach sechs Bataillonen von je 800 Freiwilligen, die Bildung weiterer sechs Bataillone war geplant. Armenische Komitees organisierten den Einschreibungsprozess, um diese Soldaten in Frankreich und den Vereinigten Staaten zu rekrutieren.
Die Zusammensetzung war zu 95 Prozent armenisch, die Legion umfasste osmanisch-armenische Flüchtlinge, ehemalige Kriegsgefangene und Menschen mit Wohnsitz in Ägypten, Amerika und Europa. Die Mehrheit der Soldaten waren Rekruten aus der armenisch-amerikanischen Gemeinde.
Nach einem Training auf Zypern wurde die Armenische Legion zuerst in Palästina eingesetzt, um den französischen und britischen Armeen gegen die osmanischen und deutschen Armeen zu helfen.
Unter dem Kommando von General Edmund Allenby gewann die Legion, die in Palästina, Syrien und schließlich in Kilikien kämpfte, den Beifall der Regierung Clemenceau und ihrer Entente-Verbündeten.

## 1920–1921
Nach dieser Kampagne wurde die Legion in Anatolien eingesetzt. Sie war um die Städte Adana und Mersin herum aktiv und an Scharmützeln mit örtlichen Zivilisten und türkischen Milizen beteiligt. Einer der Kommandanten war der spätere syrische General Hrant Maloyan.
Frankreich löste 1921 die Armenische Legion auf und erkannte 1920 die Souveränität der Türkei über Kilikien an.